# Distrito de Morondava
Morondava es un distrito de la región de Menabe, en la isla de Madagascar, con una población estimada en julio de 2014 de 123 740 habitantes.
Se encuentra ubicado al oeste de la isla, cerca del parque nacional de Kirindy Mitea y del río Mangoky.